# The Cheerful Insanity of Giles, Giles and Fripp
The Cheerful Insanity of Giles, Giles and Fripp je debutové album britské rockové skupiny Giles, Giles and Fripp a zároveň jediné, které vyšlo v době její existence. Bylo vydáno v září 1968 u vydavatelství Deram Records. Album je rozděleno do dvou částí „The Saga of Rodney Toady“ a „Just George“, jejichž názvy vychází z vět, jež jsou recitovány členy skupiny. Ty propojují jednotlivé písně a tvoří tak dva ucelené příběhy. Ačkoliv dvě třetiny skupiny později působily v progresivně rockových King Crimson, je tato deska mixem různých stylů: folku, klasické hudby, popu, psychedelického roku a duchovní hudby.
Podle Roberta Frippa bylo při prvním vydání prodáno pouhých 500 kopií. Později byla deska několikrát znovu vydána na CD (někdy s různými bonusovými skladbami) a díky popularitě King Crimson projevili posluchači zájem i o toto album.

## Seznam skladeb
| Strana 1: The Saga of Rodney Toady | Strana 1: The Saga of Rodney Toady | Strana 1: The Saga of Rodney Toady | Strana 1: The Saga of Rodney Toady |
| Pořadí                             | Název                              | Autor                              | Délka                              |
| ---------------------------------- | ---------------------------------- | ---------------------------------- | ---------------------------------- |
| 1.                                 | North Meadow                       | Peter Giles                        | 2:29                               |
| 2.                                 | Newly-weds                         | Peter Giles                        | 2:07                               |
| 3.                                 | One in a Million                   | Michael Giles                      | 2:25                               |
| 4.                                 | Call Tomorrow                      | Peter Giles                        | 2:31                               |
| 5.                                 | Digging My Lawn                    | Peter Giles                        | 1:50                               |
| 6.                                 | Little Children                    | Robert Fripp                       | 2:48                               |
| 7.                                 | The Crukster                       | Michael Giles                      | 1:35                               |
| 8.                                 | Thursday Morning                   | Michael Giles                      | 2:50                               |

| Strana 2: Just George | Strana 2: Just George | Strana 2: Just George | Strana 2: Just George |
| Pořadí                | Název                 | Autor                 | Délka                 |
| --------------------- | --------------------- | --------------------- | --------------------- |
| 1.                    | How Do They Know      | Michael Giles         | 2:14                  |
| 2.                    | Elephant Song         | Michael Giles         | 3:15                  |
| 3.                    | The Sun Is Shining    | Michael Giles         | 3:06                  |
| 4.                    | Suite No. 1           | Robert Fripp          | 5:33                  |
| 5.                    | Erudite Eyes          | Robert Fripp          | 5:05                  |
| Celková délka:        | Celková délka:        | Celková délka:        | 37:43                 |

## Obsazení
- Giles, Giles and Fripp
  - Robert Fripp – kytara
  - Peter Giles – baskytara, zpěv
  - Michael Giles – bicí, perkuse, zpěv
- Ted Barker, Cliff Hardy – pozoun
- R. Cohen, G. Fields, K. Isaccs, B. Pecker, W. Reid, G. Salisbury – housle
- John Coulling, Rebecca Patten – viola
- A. Ford, Charles Tunnell – violoncello
- Ivor Raymonde – aranžmá strunných nástrojů
- The Breakaways – vokály
- Mike Hill, Nicky Hopkins – klávesy